# Kukko (Marke)

Das aktuelle KUKKO-Logo

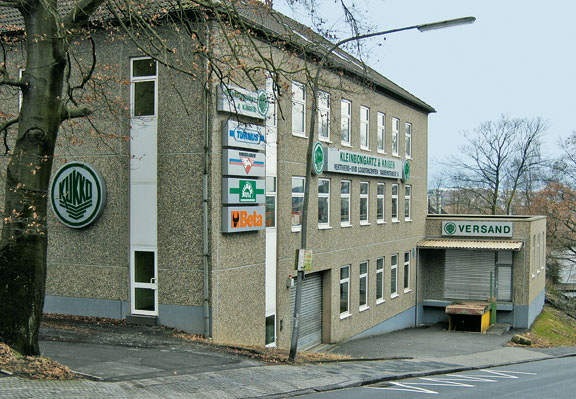
Das neue KUKKO Logistikzentrum wurde Anfang 2006 bezogen

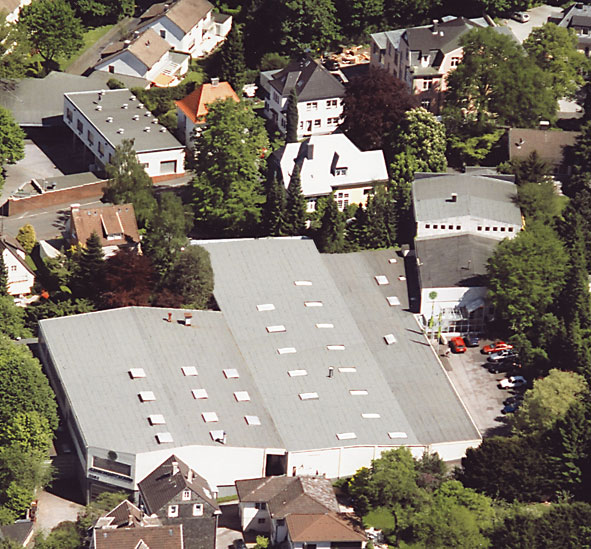
Luftaufnahme des KUKKO-Stammwerks in Remscheid

Die Marke KUKKO ist eine eingetragene Wort- und Bildmarke der KUKKO Werkzeugfabrik – Kleinbongartz & Kaiser oHG aus Remscheid. Sie setzt sich zusammen aus den Anfangsbuchstaben der Gründernamen Kleinbongartz und Kaiser und den zwei Anfangsbuchstaben des Wortes Kompagnon. Die Firmengründer gelten als Erfinder der Werkzeuggattung des Abziehers.

## Gründung
Die Firma wurde in Remscheid 1919 von Alfred Kleinbongartz und seinem Schwager Emil Kaiser gegründet. Die Gründer beschäftigten sich mit der Problematik, festsitzende Teile von Maschinen, Motoren oder Wellen zu lösen, ohne dabei Beschädigungen an den wiederverwendbaren Teilen zu verursachen. Durch die schnell voranschreitende Industrialisierung Anfang des 20. Jahrhunderts entstand immer mehr Bedarf an Abziehwerkzeugen der Firma KUKKO.

## Unternehmensentwicklung
Von der Gründung der Firma im Jahre 1919 bis heute wird diese als im Familienbesitz befindliche Personengesellschaft geführt. 1995 wurde die KUKKO Werkzeugfabrik nach DIN EN ISO 9001:2000 erstzertifiziert. Im Jahre 1998 wurde die Firma Eduard Gottfr. Ferne GmbH und Co. KG, welche den Markennamen TURNUS und WINKELGREIF führt, hinzugekauft. Damit wurde die Produktpalette um Schraubzwingen, Zangen und Feilkloben erweitert. Im Jahr 2003 wurde die Firma Groote aus Remscheid hinzugekauft und in die Eduard Gottfr. Ferme GmbH & Co. KG eingegliedert. Dieser Schritt erweiterte die TURNUS Produktpalette um Schlagzahlen und -buchstaben aus eigener Produktion. 2005 wurden die Produktionsräume und Maschinen der Firma Heinz Schlieper Werkzeuge GmbH (HSW), Wuppertal übernommen, und somit das Produktportfolio um Schraubendreher erweitert. Ebenfalls zu Kukko gehört die 1935 gegründete Wilhelm Bäcker GmbH & Co KG aus Hilden, die unter dem Markennamen Wilbär Instandhaltungswerkzeuge für den Kraftfahrzeugbereich und die Industrie herstellt.

## Produktpalette
Heute stellt die Firma unter der Marke KUKKO hauptsächlich Abzieher, Trennvorrichtungen, Innenauszieher und viele andere Ab- und Ausziehwerkzeuge her. Die Produktpalette umfasst über 1000 verschiedene Abziehwerkzeuge für Handwerk, Industrie, Luft- und Raumfahrt sowie die Schifffahrt. Ein großer Teil der Produktpalette besteht aus Abziehern und Spezialwerkzeugen für Kraftfahrzeuge. KUKKO-Artikel werden unter anderem in den Reparaturleitfäden von Volkswagen, Audi, Porsche, Seat, Škoda, Mercedes-Benz, BMW und anderen genannt.